# Hobart
Hobart ausztráliai város, Tasmánia tagállam  fővárosa és legnagyobb városa. Lakossága kb. 202 000 fő. A város a sziget gazdasági és adminisztratív központja. Székhelye a sziget hat régiója, valamint a 29 alapfokú önkormányzata egyikének. Itt helyezték el az ausztrál valamint a francia antarktiszi kutatások központját is.

## Neve
A város névadója Lord Hobart (1760–1816) brit hadügy- és gyarmatügyi miniszter.

## Földrajz
Tasmania sziget délkeleti partján, a Derwent folyó torkolatánál fekszik.  A város látképét uralja az 1271 méteres Mount Wellington.

Hobart látképe Bellerive-ből, háttérben a Mount Wellington

### Éghajlat
Hobart óceáni éghajlatú. Az eddigi legmelegebbet, 41,8 fokot 2013. január 4-én mérték, a legalacsonyabb hőmérsékletet pedig 1981. július 11-én jegyezték fel, -2,8°C-ot.    

## Történelem

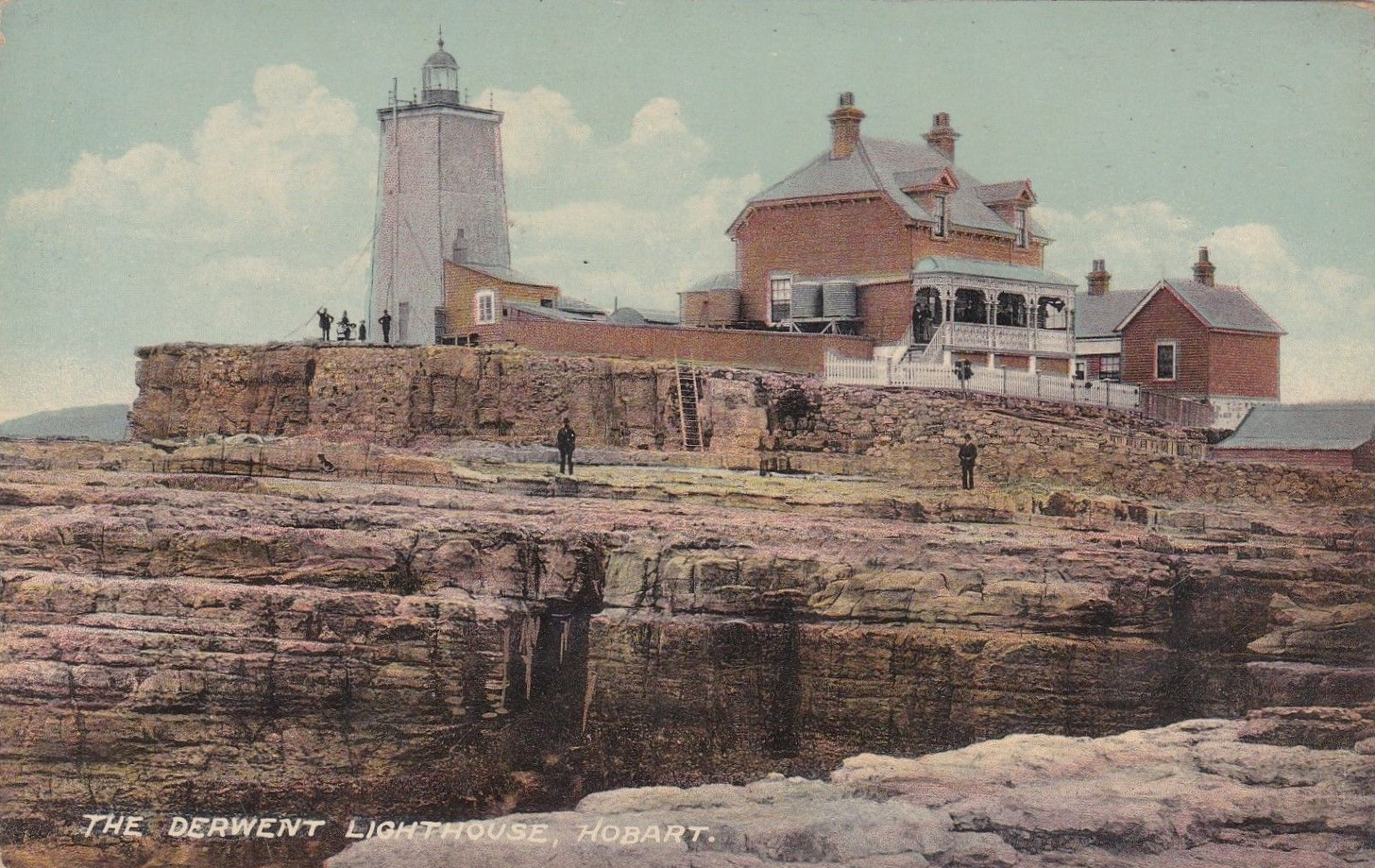
A világítótorony 1910 körül

1803-ban alapították 300-an. Sydney után a második legrégibb város Ausztráliában. Később európai telepesek érkeztek, akik egy betegséget is behurcoltak magukkal, így jelentősen csökkent a bennszülöttek száma. 1838-ban ide látogatott Charles Darwin, egyik expedíciója során. 1842. augusztus 21-én a települést városi rangra emelték. A bálnavadászat központja lett. A 19. század végén jelentősen fejlődni kezdett. Gyárak épültek és mesteremberek költöztek ide.

## Kultúra

### Sport
A városban, ahogy egész Ausztráliában is, igen népszerű sport a krikett. Hobart a székhelye a világ legerősebb krikettbajnokságai közé tartozó Big Bash League egyik csapatának, a Hobart Hurricanesnek. Emellett jelentős rögbicsapatból kettő is van, ők szokták Hobartot képviselni a Tasmán Rögbiligában. A jégkorong is népszerű sport, férfi és női csapatokat is edzenek. Meglepő módon futballcsapata nincs a városnak, de működnek futballpályák, klubok.

### Ünnepek
Minden évben megrendezik a nyári fesztivált, amikor vitorlásversenyeket tartanak a kikötőkben. A gasztronómiai fesztivál Karácsony után kezdődik és január végén ér véget.

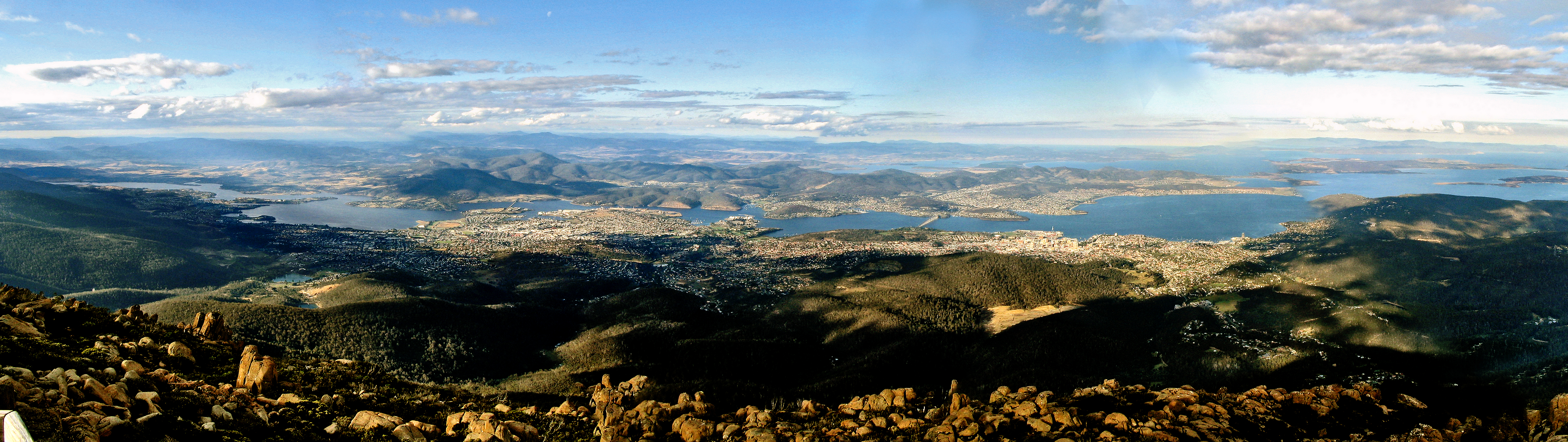
Hobart panorámája a Mount Wellingtonról

## Turizmus
2011 és 2012 között majdnem 1 millió 200 ezer látogató érkezett Hobartba. A városban működik nemzetközi repülőtér (Hobart International Airport).
Kedvelt turistacélpont a ritka növényfajokkal büszkélkedő a botanikus kert, a parlament, a szállítási múzeum, a Hobart Zoo, a Franklin tér, a képgalériák.

## Híres emberek
Itt született vagy élt többek között:

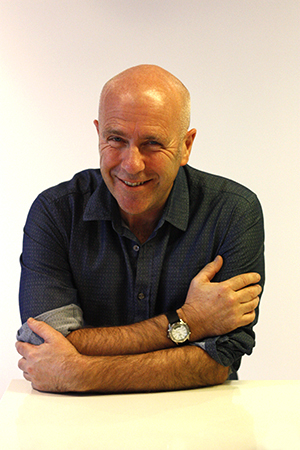
Richard Flanagan író

- Mária dán királyi hercegnő
- Richard Flanagan ausztrál író
- Errol Flynn amerikai színész
- Bernard Montgomery brit tábornagy

## Testvérvárosok
- Jaizu, Japán (1977)
- L’Aquila, Olaszország (1980)